# 520
520（五百二十、ごひゃくにじゅう）は自然数、また整数において、519の次で521の前の数である。

## 性質
- 520は合成数であり、約数は1, 2, 4, 5, 8, 10, 13, 20, 26, 40, 52, 65, 104, 130, 260, 520である。
  - 約数の和は1260。
  - 125番目の過剰数である。1つ前は516、次は522。
- 520 = 23 × 5 × 13
  - 3つの異なる素因数の積で p 3 × q × r の形で表せる11番目の数である。1つ前は456、次は552。(オンライン整数列大辞典の数列 A189975)
- 520 = 5 × 8 × 13
  - 3連続フィボナッチ数の積で表せる5番目の数である。1つ前は120、次は2184。(オンライン整数列大辞典の数列 A065563)
- 520 = 62 + 222 = 142 + 182
  - 異なる2つの平方数の和で表せる154番目の数である。1つ前は514、次は521。(オンライン整数列大辞典の数列 A004431)
  - 2つの平方数の和2通りで表せる31番目の数である。1つ前は505、次は530。
- 520 = 23 + 83
  - 2つの正の数の立方数の和で表せる28番目の数である。1つ前は513、次は539。(オンライン整数列大辞典の数列 A003325)
  - 異なる2つの正の数の立方数の和で表せる22番目の数である。1つ前は513、次は539。(オンライン整数列大辞典の数列 A024670)
  - n = 3 のときの 2n + 8n の値とみたとき1つ前は68、次は4112。(オンライン整数列大辞典の数列 A074603)
- 520 = 83 + 8
  - n = 8 のときの n 3 + n の値とみたとき1つ前は350、次は738。(オンライン整数列大辞典の数列 A034262)
- n = 5 のときの n と 4n を並べてできる数である。1つ前は416、次は624。(オンライン整数列大辞典の数列 A019552)
- 520 = 232 − 9
  - n = 23 のときの n 2 − 9 の値とみたとき1つ前は475、次は567。(オンライン整数列大辞典の数列 A028560)
- 520 = 512 + (5 + 1 + 2)
  - n = 8 のときの n3 とその各位の和との和とみたとき1つ前は353、次は747。(オンライン整数列大辞典の数列 A123135)
- 各位の和が7になる33番目の数である。1つ前は511、次は601。

## その他 520 に関連すること
- 西暦520年
- 紀元前520年
- D.520 (航空機)
- SS-520ロケット
- Nokia Lumia 520
- S-520ロケット
- オリンパス E-520
- 5×20 All the BEST!! 1999-2019は、嵐のベストアルバム。
- NGC 520は、うお座の銀河。
- 1985年8月12日に起きた日本航空123便墜落事故では乗員乗客524名のうち生存者は4名、死亡者数は520名で、単独機の航空機事故としては歴代最多の犠牲者を出した。